# Döringsfeld
Döringsfeld ist ein zum Ortsteil Diestelbruch gehörender Weiler der lippischen Stadt Detmold in Nordrhein-Westfalen in Deutschland.

## Geographie

### Geographische Lage
Der Weiler liegt rund viereinhalb Kilometer südöstlich der Detmolder Stadtmitte, zwischen Diestelbruch im Nordosten, dem Leistruper Wald im Osten, Lenstrup im Süden und Remmighausen im Südwesten.

### Gewässer
Döringsfeld wird nördlich von der rund vier Kilometer langen Wörbke umflossen, einem Werre-Zufluss, der im  „Jackenborn“ genannten Quellteich im Leistruper Wald entspringt.

## Geschichte
Döringsfeld wurde 1382 als Doringesfelde erstmals schriftlich erwähnt.
Im Laufe der Jahrhunderte sind folgende Versionen ebenfalls als Ortsnamen belegt: Doryngesfelde (1403), Doringesfelde (1411), Doringfelde (1502, im Eversteiner Lehnregister), Doryngesfelde (1529), Doringesfeldt (1545, im Landschatzregister), Doringsfeldt (1590), Dorgensfeld (1597, in einer Hausinschrift), Doringßfeldtt (um 1614, im Salbuch), Dorringsfeltt (um 1617, im Salbuch), Dorringsveldt (1618, im Landschatzregister) sowie Dorringsfeldt (1639, im Lemgoer Bürgerbuch).

### 20. Jahrhundert
Mit dem Gesetz zur Neugliederung des Landkreises Lemgo (Lemgo-Gesetz) wurde Döringsfeld mit Diestelbruch zum 1. Januar 1969 nach Detmold eingemeindet. Der Kreis Detmold mit Diestelbruch bzw. Detmold ging am 1. Januar 1973 im Zuge der nordrhein-westfälischen Kreisreform im Rahmen des Bielefeld-Gesetzes durch Vereinigung mit dem Kreis Lemgo im heutigen Kreis Lippe auf.

## Wirtschaft und Infrastruktur

### Öffentlicher Nahverkehr
Die nächste Bushaltestelle der Linien 776 (Schieder–Detmold) und 777 (Blomberg–Detmold) liegt am Ortseingang von Diestelbruch.
Der nächste Haltepunkt der „Bahnstrecke Herford–Himmighausen“ befindet sich in Remmighausen.